# Elezioni federali in Canada del 1963
Le elezioni federali in Canada del 1963 si tennero l'8 aprile per il rinnovo della Camera dei comuni.

## Risultati
| Liste                                        | Voti      | %     | Seggi |
| -------------------------------------------- | --------- | ----- | ----- |
| Partito Liberale del Canada                  | 3 276 996 | 41,48 | 128   |
| Partito Conservatore Progressista del Canada | 2 591 613 | 32,80 | 95    |
| Nuovo Partito Democratico                    | 1 044 701 | 13,22 | 17    |
| Partito del Credito Sociale del Canada       | 940 703   | 11,91 | 24    |
| Partito Liberal-Laburista                    | 16 794    | 0,21  | 1     |
| Partito Comunista del Canada                 | 4 234     | 0,05  | –     |
| Altri                                        | 25 878    | 0,33  | –     |
| Totale                                       | 7 900 919 | 100   | 265   |